# Oliver Gray
Oliver Gray (Woking, Reino Unido; 28 de abril de 2004) es un piloto de automovilismo británico. Es miembro de la Academia de pilotos de Williams desde 2022. Actualmente compite en el Campeonato de Fórmula 3 de la FIA en Rodin Carlin.

## Carrera

### Inicios
Gray comenzó en el karting en 2017. En 2019 ganó la clase X30 Junior tanto del Campeonato Británico como del Gran Premio de Motorsport UK Kartmasters y fue subcampeón en la misma clase en la IAME Euro Series, detrás de Oliver Bearman. También corrió en la clase OK Junior de la WSK Euro Series.

### Fórmula 4

#### 2021
Tras su paso en el karting, Gray comenzó su carrera en monoplazas en 2021, conduciendo para Fortec Motorsport en el Campeonato de F4 Británica, logrando 2 victorias en Thruxton. También participaría en el campeonato italiano de Fórmula 4 con BVM Racing, participando en las 2 últimas rondas.

#### 2022
Gray volvería a la Fórmula 4 británica junto a Williams, pero esta vez junto a Carlin, siendo subcampeón de la temporada por detrás de Alex Dunne.

### Fórmula 3
En 2023, Carlin confirmó a Gray en el Campeonato de Fórmula 3 de la FIA para la temporada 2023.

## Resumen de carrera
| Temporada | Categoría                                      | Equipo                    | Carreras | Victorias | Poles | VR | Podios | Puntos | Pos. |
| --------- | ---------------------------------------------- | ------------------------- | -------- | --------- | ----- | -- | ------ | ------ | ---- |
| 2021      | Campeonato de F4 Británica                     | Fortec Motorsport         | 27       | 2         | 2     | 1  | 2      | 173    | 7.º  |
| 2021      | Campeonato de Italia de Fórmula 4              | BVM Racing                | 6        | 0         | 0     | 0  | 0      | 0      | 37.º |
| 2022      | Campeonato de EAU de Fórmula 4                 | Hitech GP                 | 8        | 0         | 0     | 0  | 1      | 41     | 15.º |
| 2022      | Campeonato de F4 Británica                     | Carlin                    | 30       | 2         | 2     | 0  | 16     | 343    | 2.º  |
| 2023      | Campeonato de Fórmula 3 de la FIA              | Rodin Carlin              | 18       | 0         | 0     | 0  | 0      | 0      | 28.º |
| 2024      | European Le Mans Series - LMP2                 | Inter Europol Competition | 6        | 0         | 0     | 0  | 1      | 47     | 7.º  |
| 2024      | Porsche Sprint Challenge Southern Europe - Pro | Ombra Racing              | 4        | 0         | 0     | 0  | 0      | 11     | 22.º |
| 2024      | Copa Porsche Carrera Italia                    | Ombra Racing              | 10       | 0         | 0     | 0  | 0      | 65     | 14.º |
| Fuente:   |                                                |                           |          |           |       |    |        |        |      |

## Resultados

### Campeonato de Fórmula 3 de la FIA
(Clave) (negrita indica pole position) (cursiva indica vuelta rápida puntuable)

| Año  | Escudería    | 1   | 1   | 2   | 2   | 3   | 3   | 4   | 4   | 5   | 5   | 6   | 6   | 7   | 7   | 8   | 8   | 9   | 9   | Pos. | Puntos | Ref.   |
| ---- | ------------ | --- | --- | --- | --- | --- | --- | --- | --- | --- | --- | --- | --- | --- | --- | --- | --- | --- | --- | ---- | ------ | ------ |
| 2023 | Rodin Carlin | SAK | SAK | MEL | MEL | MON | MON | BAR | BAR | SPI | SPI | SIL | SIL | BUD | BUD | SPA | SPA | MNZ | MNZ | 28.º | 0      | [ 10 ] |
| 2023 | Rodin Carlin | 21  | 21  | 20  | 14  | 22  | 19  | 15  | 18  | Ret | 14  | 25  | 20  | 14  | 27  | 20  | Ret | Ret | 16  | 28.º | 0      | [ 10 ] |